# On the Fire
On the Fire (em português:  No fogo) é um filme mudo em curta-metragem norte-americano de 1919, do gênero comédia, estrelado por Harold Lloyd.

## Elenco
- Harold Lloyd - Chefe
- Bebe Daniels
- Snub Pollard - Assistente do chefe
- Bud Jamison
- William Blaisdell
- Sammy Brooks
- Billy Fay
- Lew Harvey
- Wallace Howe
- Margaret Joslin
- Dee Lampton
- Marie Mosquini
- Fred C. Newmeyer
- Dorothea Wolbert
- Noah Young